# Velvet Revolver
Velvet Revolver — американський рок-гурт, заснований музикантами Guns N' Roses та Stone Temple Pilots, що існував з 2002 по 2008 роки.

## Історія гурту
Засновниками супергурту стали колишні учасники хард-рокового колективу Guns N' Roses Слеш, Дафф Маккаган та Метт Сорум. У 2002 році вони зустрілись разом і почали джемувати з різними запрошеними вокалістами, серед яких Джош Тодд (Buckcherry) та Келлі Шафер (Neurotica). Врешті решт до них приєднались колишній співак Stone Temple Pilots Скотт Вейланд та гітарист Дейв Кушнер з Wasted Youth. У 2003 році про існування проєкту стало відомо в пресі, хоча на той час він називався просто The Project.
Першим синглом гурту стала пісня «Set Me Free», що увійшла до саундтреку до фільму «Халк». Назву колективу змінили на Velvet Revolver, та підписали контракт з лейблом RCA Records. Гурт почав концертні виступи та підготовку до запису альбому, які час від часу переривались через проблеми Вейланда з законом та наркотиками: за судовим рішенням він потрапив до лікарні. Після декількох затримок, влітку 2004 року нарешті вийшов дебютний альбом Contraband, який був позитивно сприйнятий завдяки гітарній майстерності Слеша, та поєднанню звучання Guns N' Roses та Stone Temple Pilots. У 2005 році сингл «Slither» приніс Velvet Revolver премію «Греммі» в номінації «Найкраще хард-рокове виконання».
У 2007 році вийшла друга платівка Libertad з синглом «She Builds Quick Machines». На підтримку альбому гурт провів концертне турне з нещодавно возз'єднавшимся гранджовим колективом Alice in Chains. Під час концертів у Вейланда стався конфлікт з іншими музикантами. У квітні 2008 року Вейланд пішов з Velvet Revolver та невдовзі повернувся до Stone Temple Pilots. Зірковий проєкт було призупинено, але лейбл надав можливість музикантам шукати нового вокаліста без обмежень в часі.
Декілька років попри чутки про пошуки фронтмена, Velvet Revolver не з'являлись на сцені. Слеш розпочав сольну кар'єру та виступи з вокалістом Майлзом Кеннеді, а Дафф Маккаган приєднався до Jane's Addiction. Тим більш несподіваною стала поява Velvet Revolver на благодійному шоу, присвяченому смерті композитора Джона О'Браєна. У 2012 році музиканти виконали невеличкий сет з трьох старих пісень та каверу Pink Floyd. Шанувальники гурту вимагали повноцінний концертний тур, тим більш що Вейланда у 2013 році звільнили з Stone Temple Pilots. Проте ані Вейланд, ані Слеш не хотіли повноцінного возз'єднання.
У 2015 році Вейланд вмер під час концертного турне з власним гуртом The Wildabouts. За п'ять місяців колишні музиканти Guns N' Roses повернулись до гурту і розпочали реюніон-тур, що унеможливило возз'єднання Velvet Revolver.
Попри свою недовгу історію, Velvet Revolver вважається одним з найкращих «зіркових» супергуртів.

## Дискографія
| Студійні альбоми - 2004 — Contraband - 2007 — Libertad Мініальбоми - 2007 — Melody and the Tyranny Концертні альбоми - 2010 — Live in Houston - 2012 — Let It Roll: Live in Germany | Сингли - 2003 — «Set Me Free» - 2004 — «Slither» - 2004 — «Fall to Pieces» - 2005 — «Dirty Little Thing» - 2005 — «Come On, Come In» - 2007 — «She Builds Quick Machines» - 2007 — «The Last Fight» - 2008 — «Get Out the Door» |

## Учасники гурту
- Слеш — соло-гітара
- Дафф Маккаган — бас-гітара
- Метт Сорум — барабани, перкусія, бек-вокал
- Дейв Кушнер — ритм-гітара
- Скотт Вейланд — вокал, клавішні